# Arnold Wolfendale
Sir Arnold Whittaker Wolfendale [árnold vítaker vólfendejl], FRS, angleški astronom, * 25. junij 1927, Rugby, grofija Warwickshire, Anglija, † 21. december 2020, Durham, Anglija.

## Življenje in delo
Wolfendale je leta 1948 diplomiral iz fizike na Univerzi v Manchestru. Leta 1953 je doktoriral. Leta 1951 se je poročil z Audrey Darby. Imela sta sina dvojčka. V letu 1973 je bil izbran za člana Kraljeve astronomske družbe (RAS) in leta 1977 za člana londonske Kraljeve družbe. Leta 1992 se je upokojil. V letu 1995 je bil povzdignjen v viteški red. Leta 1996 je postal profesor eksperimentalne fizike na Kraljevi ustanovi Velike Britanije (RI).
Med letoma 1991 in 1995 je bil Wolfendale štirinajsti kraljevi astronom. Najbolj je znan po raziskovanju kozmičnih žarkov.
Poučeval je na univerzah v Manchestru, Durhamu, Peradeniji in Hong Kongu. Na Univerzi Durham je bil predstojnik oddelka in častni profesor.